# Argyrodes zhui
Argyrodes zhui är en spindelart som beskrevs av Zhu och Song 1991. Argyrodes zhui ingår i släktet Argyrodes och familjen klotspindlar. Inga underarter finns listade i Catalogue of Life.